# O Cruzeiro (maison d’édition)
O Cruzeiro était une maison d'édition appartenant au groupe Diários Associados

## Histoire
La maison d'édition a été fondée en 1941. Le nom provient du principal magazine, O Cruzeiro (pt), publié par le groupe Diários Associados d'Assis Chateaubriand, lancé en 1928 .
La maison d'édition a cessé ses activités en 1975.

## Bande dessinée
Depuis le milieu des années 1930, le journaliste Assis Chateaubriand envisageait de lancer un périodique de bande dessinée. En 1938, le journaliste dépose le nom O Gury (plus tard orthographié « O Guri ») mais le magazine portant ce titre ne sera publié que deux ans plus tard. Il s'agit de la première bande dessinée du pays imprimée en quadrichromie.
Les titres suivants ont été publiés par l'éditeur : Pimentinha, Gasparzinho, Luluzinha , Heroes da TV (avec des personnages de séries télévisées en direct du genre policier publiées par Dell Comics, comme Mike Shayne (de la série Michael Shayne) , et Steve Carella (de la série TV 87th precinct )  et Hanna Barbera), Cruzeiro Infantil (avec même des histoires du Capitaine Aza, un personnage du programme pour enfants du même nom interprété par Wilson Vianna, diffusé sur TV Tupi Rio de Janeiro, une autre société du groupe Diários Associados )  Homem no Espaço (magazine mettant en scène Adam Strange de DC Comics, à l'époque appelé Joe Cometa), ainsi que des récits de guerre de Dell Comics et Turma do Pererê de Ziraldo.

## Magazines
- O Cruzeiro (pt)
- A Cigarra
- O Cruzeiro Internacional (pour l'Amérique latine en version hispanique)